# 이스라엘 공산당
이스라엘 공산당(히브리어: המפלגה הקומוניסטית הישראלית)은 1965년에 이스라엘 마키당으로부터 분리되어 설립된 이스라엘의 공산당이다. 공산당-노동자당 국제회의 소속이며, 시리아 공산당, 팔레스타인 공산당과 유대 관계를 맺고 있다. 현재 크네셋 의석 120석 중, 3석을 보유하고 있다.

## 역사
원래 이스라엘 공산당은 1948년에 마르크스-레닌주의와 사회주의적 애국주의 그리고 민주집중제에 기초해 마키라는 당명으로 창당해 활동했다. 당은 이오시프 스탈린의 소련과 코민포름의 적극적인 지원을 받았다. 1949년 마키는 이스라엘 총선에 참여하여 4석을 얻었고, 코민포름과의 유대를 더욱 강화했다. 1951년에 마키의 당원들은 독일 사회주의통일당 당대회에 참여했다. 그러나 니키타 흐루쇼프가 소련 공산당을 장악하며 수정주의를 전파한 이후 마키는 마르크스-레닌주의를 이탈해 시온주의에 가까워지게 되었다. 1960년대에 접에든 이후 마키의 지도력은 완전히 시온주의자들에게 장악되었다.
1965년 시온주의 노선에 반대한 마르크스-레닌주의자들은 마키에서 탈당해 라카를 창당했다. 시온주의화된 기존의 마키는 1973년에 해산되었고, 라카는 1977년에 마키의 역사적 유산을 계승하여 이스라엘 공산당으로 개칭했다.
1970년대 이스라엘에서 학생운동이 본격적으로 시작되면서 이스라엘 공산당은 급진적인 학생들 사이에서 인기를 얻었다. 1980년대에 이스라엘 공산당은 이스라엘 흑표당을 합병하여 세력을 키웠다. 1990년부터 이스라엘 공산당은 시리아 공산당과 팔레스타인 공산당과 유대관계를 맺고 이스라엘에서 반시온주의 운동을 주도하고 있으며, 1998년부터는 공산당-노동자당 국제회의에 참가한다.